# Lochwinnoch
Lochwinnoch (Schots-Gaelisch: Loch Uinneach) is een dorp in de Schotse council Renfrewshire in het historisch graafschap Renfrewshire aan de oevers van Castle Semple Loch en de rivier Calder met een populatie van ongeveer 2800 in 2020.
Lochwinnoch wordt sinds 1840 bediend door een station op de Ayrshire Coast Line. In 1905 werd een tweede station geopend aan de Dalry and North Johnstone Line, dat weer werd gesloten in 1966. Deze voormalige spoorlijn werd omgebouwd tot fietspad, dat onderdeel is van Route 7 van het National Cycle Network, die van Inverness naar Sunderland loopt. Het dorp ligt aan de A760, die het dorp verbindt met Kilbirnie, Largs en de A737 naar Glasgow, Beith en Kilwinning. 

## Geboren
- William Brunton (1777–1851), werktuigbouwkundig ingenieur en uitvinder